# Rainbow (алгоритм)
Rainbow — в криптографии симметричный блочный криптоалгоритм, разработанный специалистами Samsung Advanced Institute of Technology. В алгоритме по умолчанию используется 128-битный ключ и 128-битный (16 байтный) блок. Однако, размер ключа может быть увеличен до 256 бит. Алгоритм был отправлен в качестве кандидата на новый стандарт AES, однако был отклонен по причине не полного соответствия требованиям NIST.
Алгоритм, как и Rijndael, не является шифром на базе Сети Фейстеля и выполнен согласно принципом SPN структуре. Как заявляют авторы, шифр значительно подобен шифрам Square и SHARK. Поскольку шифр создавался для участия в конкурсе AES, он проектировался с учетом необходимости иметь высокую производительность на типовых системах и при этом противостоять существующим атакам на блочные шифры.
Функция зашифрования обратима, для расшифрования может быть использована она же со специально модифицированными ключами рандов, что позволяет создавать компактный код для программных и аппаратных реализаций.
Авторская реализация алгоритма показывает производительность, равную примерно 9.5 Мбайт/с на ПК с процессором P-133.